# Persone di nome Marcos/Calciatori
| Questa pagina contiene informazioni ricavate automaticamente dalle voci biografiche con l'ausilio del template Bio e di un bot. L'aggiornamento è periodico e automatico e ricostruisce completamente la pagina. Se manca una persona in questa lista, sei pregato di non aggiungerla, ma accertati piuttosto che la sua voce biografica contenga il template Bio e che i dati anagrafici siano correttamente compilati. Se il template Bio manca, inseriscilo tu stesso o, in alternativa, metti l'avviso {{tmp\|Bio}} che ne segnala la mancanza. Se i dati riportati sono sbagliati, correggi direttamente la voce biografica; le modifiche saranno visibili in questa lista entro pochi giorni. Per chiarimenti vedi il progetto antroponimi. La lista contiene solo le 136 persone che sono citate nell'enciclopedia e per le quali è stato implementato correttamente il template Bio. Pagina aggiornata al 6 ago 2025. |

Questa è una lista di persone presenti nell'enciclopedia che hanno il nome Marcos e sono calciatori.

## A(14)
- Marcos Acuña, calciatore argentino (Zapala, n. 1991)
- Marcos Alonso Mendoza, calciatore spagnolo (Madrid, n. 1990)
- Marcos Alonso Peña, calciatore e allenatore di calcio spagnolo (Santander, n. 1959 - Madrid, † 2023)
- Marcos Angeleri, ex calciatore argentino (La Plata, n. 1983)
- Marcos Arouca, ex calciatore brasiliano (Duas Barras, n. 1986)
- Marcos Arturia, calciatore argentino (San Martín, n. 1998)
- Marcos Assunção, ex calciatore brasiliano (Caieiras, n. 1976)
- Marcos Astina, calciatore argentino (Buenos Aires, n. 1996)
- Marcos Aurelio Di Paulo, calciatore argentino (Buenos Aires, n. 1920 - † 1996)
- Marcão, ex calciatore brasiliano (Andirá, n. 1973)
- Marcos Antônio Almeida Silva, calciatore brasiliano (Riacho de Santana, n. 1991)
- Marcos Vinicius Amaral Alves, calciatore brasiliano (Tietê, n. 1994)
- Marcos Paulo Alves, ex calciatore brasiliano (Doresópolis, n. 1977)
- Marquitos, calciatore spagnolo (Santander, n. 1933 - Santander, † 2012)

## B(7)
- Marcos Barbeiro, calciatore saotomense (Água Grande, n. 1995)
- Marcos Barrera, calciatore argentino (Mendoza, n. 1984)
- Marcos Benítez, calciatore argentino (Villa Gobernador Gálvez, n. 2001)
- Marcos Bolados, calciatore cileno (Antofagasta, n. 1996)
- Buiú, calciatore brasiliano (Fortaleza, n. 1996)
- Marcos García Barreno, calciatore spagnolo (Sant Antoni de Portmany, n. 1987)
- Vampeta, ex calciatore e allenatore di calcio brasiliano (Nazaré das Farinhas, n. 1974)

## C(14)
- Marcos Cáceres, calciatore paraguaiano (Asunción, n. 1986)
- Marcos Caicedo, ex calciatore ecuadoriano (Guayaquil, n. 1991)
- Marcos Camarda, calciatore uruguaiano (Montevideo, n. 2000)
- Marcos Camozzato, ex calciatore brasiliano (Porto Alegre, n. 1983)
- Marcos Júnior, calciatore brasiliano (Rio de Janeiro, n. 1995)
- Maximiliano Cantera, calciatore uruguaiano (Montevideo, n. 1993)
- Marquinhos Cipriano, calciatore brasiliano (Catanduva, n. 1999)
- Marcos Conigliaro, ex calciatore argentino (Quilmes, n. 1942)
- Marcos Croce, calciatore argentino (n. 1894 - † 1978)
- Marcos Curado, calciatore argentino (Mar del Plata, n. 1995)
- Marquinhos, calciatore brasiliano (San Paolo, n. 1994)
- Marcos Calero Pérez, ex calciatore spagnolo (Palma di Maiorca, n. 1993)
- Marcos Corrêa dos Santos, ex calciatore brasiliano (Rio de Janeiro, n. 1971)
- Marcos Paulo, calciatore portoghese (Niterói, n. 2001)

## D(21)
- Marcos Díaz, calciatore argentino (Santa Fe, n. 1986)
- Marcos Vinícius, calciatore brasiliano (Marabá, n. 1994)
- Marcos Roberto da Silva Barbosa, ex calciatore brasiliano (São Caetano do Sul, n. 1982)
- Marcos da Silva França, calciatore brasiliano (Salvador, n. 1989)
- Marcos Vinícius da Silva Santos, calciatore brasiliano (Emilianópolis, n. 1997)
- Marcos Wilson da Silva, calciatore brasiliano (Rio de Janeiro, n. 1995)
- Marcos Guilherme, calciatore brasiliano (Itararé, n. 1995)
- Marcos Gomes de Araujo, ex calciatore brasiliano (Bataguassu, n. 1976)
- Marcos de Azevedo, ex calciatore brasiliano (Toledo, n. 1981)
- Marcos Felipe, calciatore brasiliano (Linhares, n. 1996)
- Marcos de Lima, calciatore boliviano (n. 1997)
- Marcos Antônio de Lima, ex calciatore brasiliano (Maracaí, n. 1975)
- Marcos de Paula Dutra, calciatore brasiliano (Cidade Gaúcha, n. 1993)
- Marcos Ariel de Paula, ex calciatore brasiliano (Bariri, n. 1983)
- Marcos André, calciatore brasiliano (São Luís, n. 1996)
- Marcos Martín de la Fuente, ex calciatore spagnolo (Palma di Maiorca, n. 1968)
- Matías de los Santos, calciatore uruguaiano (Artigas, n. 1998)
- Marcos do Nascimento Teixeira, calciatore brasiliano (Londrina, n. 1996)
- Marquinhos Gabriel, calciatore brasiliano (Selbach, n. 1990)
- Marcos Joaquim dos Santos, ex calciatore brasiliano (Caruaru, n. 1975)
- Marcos Vicente dos Santos, ex calciatore brasiliano (Biguaçu, n. 1981)

## E(3)
- Marcos António, ex calciatore brasiliano (Alagoinhas, n. 1983)
- Cafu, ex calciatore brasiliano (Itaquaquecetuba, n. 1970)
- Marcos Echeverría, calciatore argentino (Tandil, n. 2003)

## F(5)
- Marcos Fernández, calciatore argentino (Matilde, n. 1993)
- Marcos Ferreira Xavier, ex calciatore brasiliano (Rio de Janeiro, n. 1982)
- Marcos Ferrufino, calciatore boliviano (Oruro, n. 1963 - Oruro, † 2021)
- Marcos Figueroa, calciatore argentino (Rosario, n. 1990)
- Marcos Victor, calciatore brasiliano (Fortaleza, n. 2001)

## G(11)
- Marcos Antonio García Nascimiento, ex calciatore brasiliano (Franca, n. 1979)
- Marcos Gelabert, ex calciatore argentino (General Pico, n. 1980)
- Marcos Paulo Gelmini Gomes, calciatore brasiliano (Pedro Leopoldo, n. 1988)
- Marcos González, ex calciatore cileno (Rio de Janeiro, n. 1980)
- Gonzalo Goñi, calciatore argentino (Pedro Luro, n. 1998)
- Marcos Guerra, calciatore brasiliano (Ferraz de Vasconcelos, † 1976)
- Marcos Gullón, ex calciatore spagnolo (Madrid, n. 1989)
- Marcos Gómez, calciatore paraguaiano (Asunción, n. 2001)
- Marcos Emmanuel Gómez Piñeiro, calciatore uruguaiano (Treinta y Tres, n. 2004)
- Marcos Vinícius Gomes Nascimento, ex calciatore brasiliano (Santos, n. 1991)
- Marquinhos Pedroso, calciatore brasiliano (Tubarão, n. 1993)

## L(11)
- Marco Lazaga, calciatore paraguaiano (Nanawa, n. 1983)
- Marcos Ledesma, calciatore argentino (Rio Cuarto, n. 1996)
- Marcos Lencina, ex calciatore argentino (Pergamino, n. 1973)
- Marcos Paulo, calciatore brasiliano (Rio de Janeiro, n. 2003)
- Marcos Júnior, calciatore brasiliano (Gama, n. 1993)
- Marcos Llorente, calciatore spagnolo (Madrid, n. 1995)
- Marcos Vinicios, calciatore brasiliano (Natal, n. 2001)
- Marcos Lopes, calciatore brasiliano (Belém, n. 1995)
- Marcos Andrés López, calciatore ecuadoriano (Cuenca, n. 1993)
- Marcos Mauro, calciatore argentino (Claypole, n. 1991)
- Marcos López, calciatore peruviano (Lima, n. 1999)

## M(12)
- Marcos Antônio Malachias Júnior, ex calciatore brasiliano (Barueri, n. 1982)
- Marcos Márquez, ex calciatore spagnolo (Siviglia, n. 1977)
- Marcos Martins dos Anjos, calciatore brasiliano (Souto Soares, n. 1989)
- Marcos Maydana, calciatore argentino (La Paz, n. 1995)
- Marcos Melgarejo, calciatore paraguaiano (Asunción, n. 1986)
- Marcos Carneiro de Mendonça, calciatore brasiliano (Rio de Janeiro, n. 1894 - † 1988)
- Marcos Miers, calciatore paraguaiano (Asunción, n. 1990)
- Marcos Millape, ex calciatore cileno (Osorno, n. 1976)
- Marcos Mina, calciatore colombiano (Cali, n. 1999)
- Marcos Minetti, ex calciatore argentino (Paraná, n. 1989)
- Marcos Mondaini, ex calciatore argentino (Sáenz Peña, n. 1985)
- Marcos Montiel, calciatore uruguaiano (Montevideo, n. 1995)

## N(1)
- Marcos Neves, ex calciatore brasiliano (Paraíso do Tocantins, n. 1988)

## O(3)
- Marcos Aurélio, ex calciatore brasiliano (Cuiabá, n. 1984)
- Marquinhos, calciatore brasiliano (San Paolo, n. 2003)
- Marcos Ovejero, calciatore argentino (La Plata, n. 1986)

## P(10)
- Marcos Danilo Padilha, calciatore brasiliano (Cianorte, n. 1985 - La Ceja, † 2016)
- Marcos Painter, ex calciatore irlandese (Solihull, n. 1986)
- Marcos Peano, calciatore argentino (Freyre, n. 1998)
- Marcos Roberto Pereira dos Santos, ex calciatore brasiliano (Salto, n. 1979)
- Marcos Pérez Sancho, ex calciatore spagnolo (Grabs, n. 1978)
- Marcos Peña Ocaña, calciatore spagnolo (Almería, n. 2005)
- Marcos Pinto, calciatore argentino (Formosa, n. 1994)
- Marcos Pirchio, ex calciatore argentino (Casilda, n. 1986)
- Marcos Pizzelli, ex calciatore brasiliano (Piracicaba, n. 1984)
- Marcos Portillo, calciatore argentino (Rosario, n. 2000)

## R(6)
- Pará, calciatore brasiliano (São João do Araguaia, n. 1986)
- Marcos Riquelme, calciatore argentino (Buenos Aires, n. 1988)
- Marcos Rivadero, calciatore argentino (Córdoba, n. 1992)
- Marcos Rivas, calciatore messicano (Città del Messico, n. 1947 - Victoria de Durango, † 2024)
- Marcos Riveros, calciatore paraguaiano (Asunción, n. 1988)
- Marcos Rocha, calciatore brasiliano (Sete Lagoas, n. 1988)

## S(11)
- Marcos Antônio, calciatore brasiliano (Poções, n. 2000)
- Marcos Roberto Silveira Reis, ex calciatore brasiliano (Oriente, n. 1973)
- Marcos Sánchez, calciatore panamense (Panama, n. 1989)
- Marcos Leonardo, calciatore brasiliano (Itapetinga, n. 2003)
- Marcão, calciatore brasiliano (Itabuna, n. 1992)
- Marcos Senesi, calciatore argentino (Concordia, n. 1997)
- Marcos Antônio da Silva Gonçalves, calciatore brasiliano (Prado, n. 1989)
- Marcos Calazans, calciatore brasiliano (Duque de Caxias, n. 1996)
- Marcos Alberto Skavinski, ex calciatore brasiliano (Curitiba, n. 1975)
- Marcos Vinícius Sousa Natividade, calciatore brasiliano (Benevides, n. 1997)
- Marcos Fabián Sánchez, calciatore argentino (Machagai, n. 1990)

## T(2)
- Marcos Tébar, ex calciatore spagnolo (Madrid, n. 1986)
- Marcelo Tejera, ex calciatore uruguaiano (Montevideo, n. 1973)

## U(1)
- Marco Ureña, calciatore costaricano (San José, n. 1990)

## V(3)
- Marcos Valente, calciatore portoghese (Penafiel, n. 1994)
- Marcos Vales, ex calciatore spagnolo (La Coruña, n. 1975)
- Marcos Venâncio de Albuquerque, ex calciatore brasiliano (Crato, n. 1980)

## Á(1)
- Marcos Álvarez, calciatore tedesco (Gelnhausen, n. 1991)